# Metxa lenta

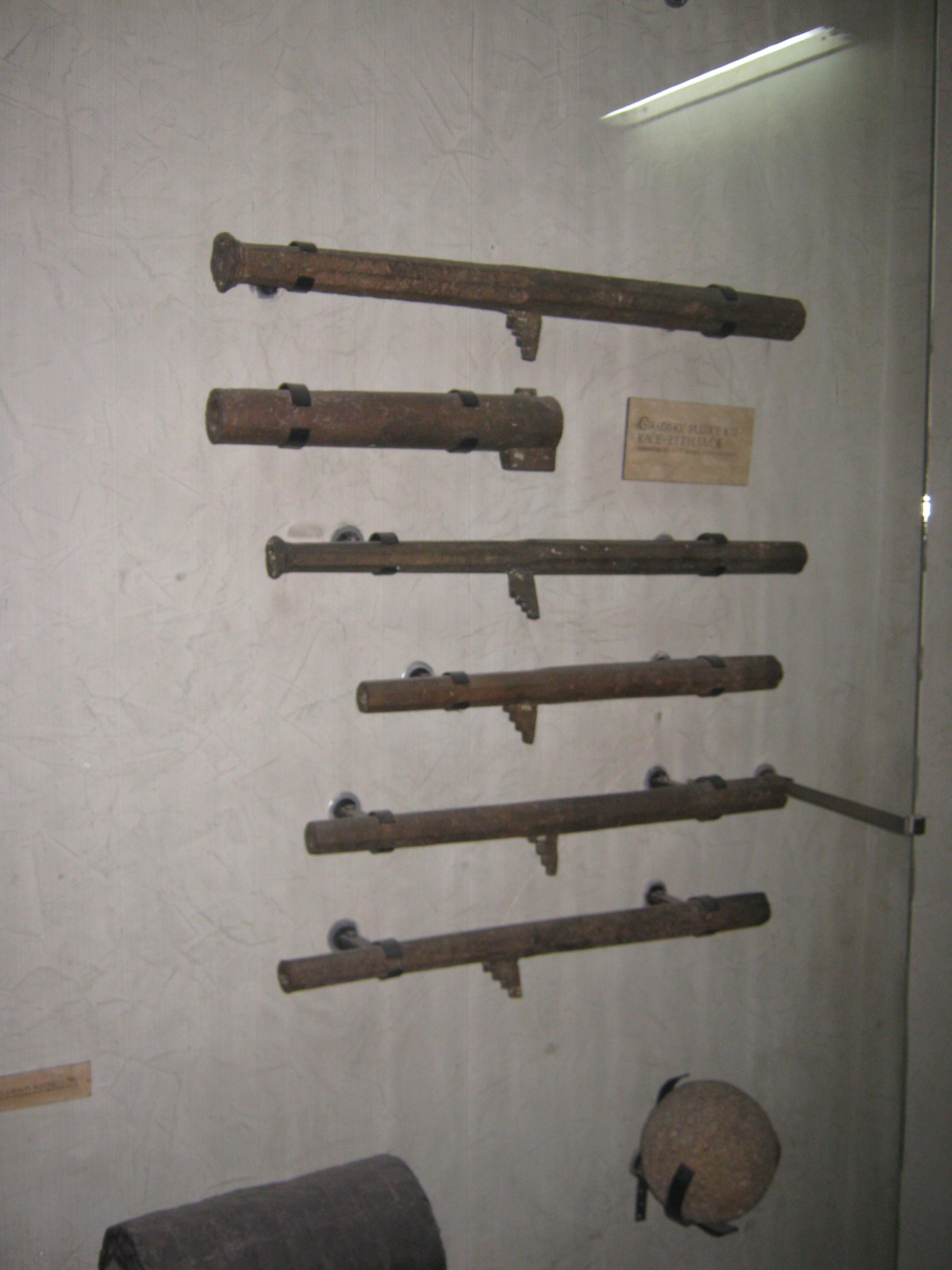
Canons de mosquets "Fitiljača", utilitzats per l'exèrcit serbi en el segle XV.

La metxa lenta, també anomenada metxa de cordó o metxa pirotècnica, és un cordó que crema lentament o també la espoleta de fil utilitzada pels primers mosqueters, artillers o soldats per encendre els arcabussos, mosquets, canons, projectils i petards. Les metxes lentes eren més adequades per emprar-se en armes de pólvora negra, perquè una metxa lenta es podia manejar amb brusquedat sense apagar-se, i només presentava una petita punta incandescent en comptes d'una gran flama que pogués encendre per accident la pólvora propera. La metxa lenta de diversos tipus va ser un dels primers tipus d'espoleta utilitzats en artilleria .
Les metxes lentes també s'utilitzaven en la perforació i voladura de roques per encendre càrregues de pólvora.

## Disseny i ús
La metxa lenta juntament amb el serpentí de la clau de metxa era un tros de corda de cànem o de lli que havia estat tractat químicament perquè cremés lentament durant un període prolongat. Al Japó però, amb l'arcabús Tanegashima, la metxa lenta es feia trenant brins d'escorça de xiprer japonès. La velocitat de combustió era d'aproximadament 30,5 cm per hora. L'exèrcit britànic va estimar que un sol soldat en servei de guàrdia, durant un any, podria emprar una milla de metxa lenta. En el seu ús pràctic en una arma amb clau de metxa, sovint s'encenien els dos extrems de la metxa, ja que la fogonada de la pólvora de la cassoleta sovint podria extingir un extrem de la metxa, i l'altre extrem podria usar-se per tornar a engegar l'extrem de tret de la metxa al recarregar l'arcabús. Per evitar arrossegar la metxa lenta sobre el sòl humit, es solia utilitzar un botafoc, que era un suport de fusta bifurcat inserit a terra i es feia servir per sostenir l'extrem de la metxa més allunyat de l'arma.
Existeixen moltes fórmules per a la metxa lenta, que proporcionen taxes de combustió variables. El producte químic predominant utilitzat era el nitrat de potassi, encara que el nitrat de sodi i el acetat de plom (II) també sembla que van ser utilitzats. No obstant això, el nitrat de potassi tenia un avantatge sobre el nitrat de sodi, en ser menys propens a absorbir humitat atmosfèrica.
La metxa lenta es va emprar des del segle xv fins aproximadament 1560, quan començà difondre ús de la pany de rastell (o l'arribada del pany snaphance només va tenir un impacte limitat en l'ús de la metxa lenta, perquè era considerada l'arma de pagès). La metxa lenta va romandre en ús un nombre limitat d'armes de metxa a Europa fins aproximadament 1730, i al Japó fins a principis de 1900. Fins i tot una vegada que es va tornar obsoleta per a l'ús en armes lleugeres, alguns usuaris d'artilleria (especialment la Royal Navy) van continuar desplegant com a suport fins al final de l'era de la clau d'espurna.
Historic England va publicar un registre molt il·lustrat del treball de conservació d'un sarró per metxa lenta trobat en l'àrea entre marees de Medmerry, West Sussex, que avui està en la col·lecció de l' Museu Nacional de la Royal Navy.

## Metxes pirotècniques

### Classificació
Les metxes pirotècniques, civils o militars, poden ser de dues menes. Molt diferents entre si.
- Metxes d'iniciació
  - Les metxes d'iniciació cremen però estan destinades a transmetre el foc per contacte (a una altra metxa, a un estopí…). El cap encès de la metxa s'apropa a l'objectiu i inicia el foc per contacte amb el mateix.
- Metxes de combustió
  - Les metxes de combustió transmeten el foc des d'un dels caps (que cal encendre) fins a l'altre, mentre que es crema la mateixa metxa.

#### Metxes d'iniciació
Les metxes d'iniciació són metxes de combustió molt lenta, emprades per a calar foc a altres metxes o a un explosiu encebador. Els exemples típics són:
- les metxes d'arcabús
- les metxes o botafocs d'artilleria
- les metxes (o botafocs) usades en focs artificials per a encendre els coets i petards

#### Metxes tradicionals de combustió
En l'àmbit militar, s'anomenava metxa a la corda de cànem utilitzada per encendre les mines, les peces d'artilleria, etc. Es distingien els següents tipus de metxa:
- Metxa comprovant: metxa de longitud igual a la que es posava a l'explosiu per mesurar en quin moment saltaria la mina o bé la seva efectivitat.
- Metxa d'estopins: la que servia per encendre els coets.
- Metxa incendiària: l'ordinària, que es preparava fent bullir salnitre en aigua, xopant després en la composició líquida la pedra foguera i acabant per cobrir-la de pólvora de més o menys gruix. Tenia el mateix ús que la pedra de foc, però era més eficaç.[7]
  - Nota: La pedra de foc (pièrre a feu, en francès) era un sòlid de composició explosiva, emprat per a iniciar i reforçar l'explosió d'una càrrega més gran de pólvora.

### Velocitat de combustió
Un dels paràmetres importants d'una metxa pirotècnica és la seva velocitat de combustió. Hi ha metxes que poden considerar-se de combustió ràpida i metxes que són de combustió lenta.

#### Exemples
- Metxa d'arcabús: v= 0,3m/hora.[8]
- Metxa naval britànica: V= 1m/8 hores.[9]

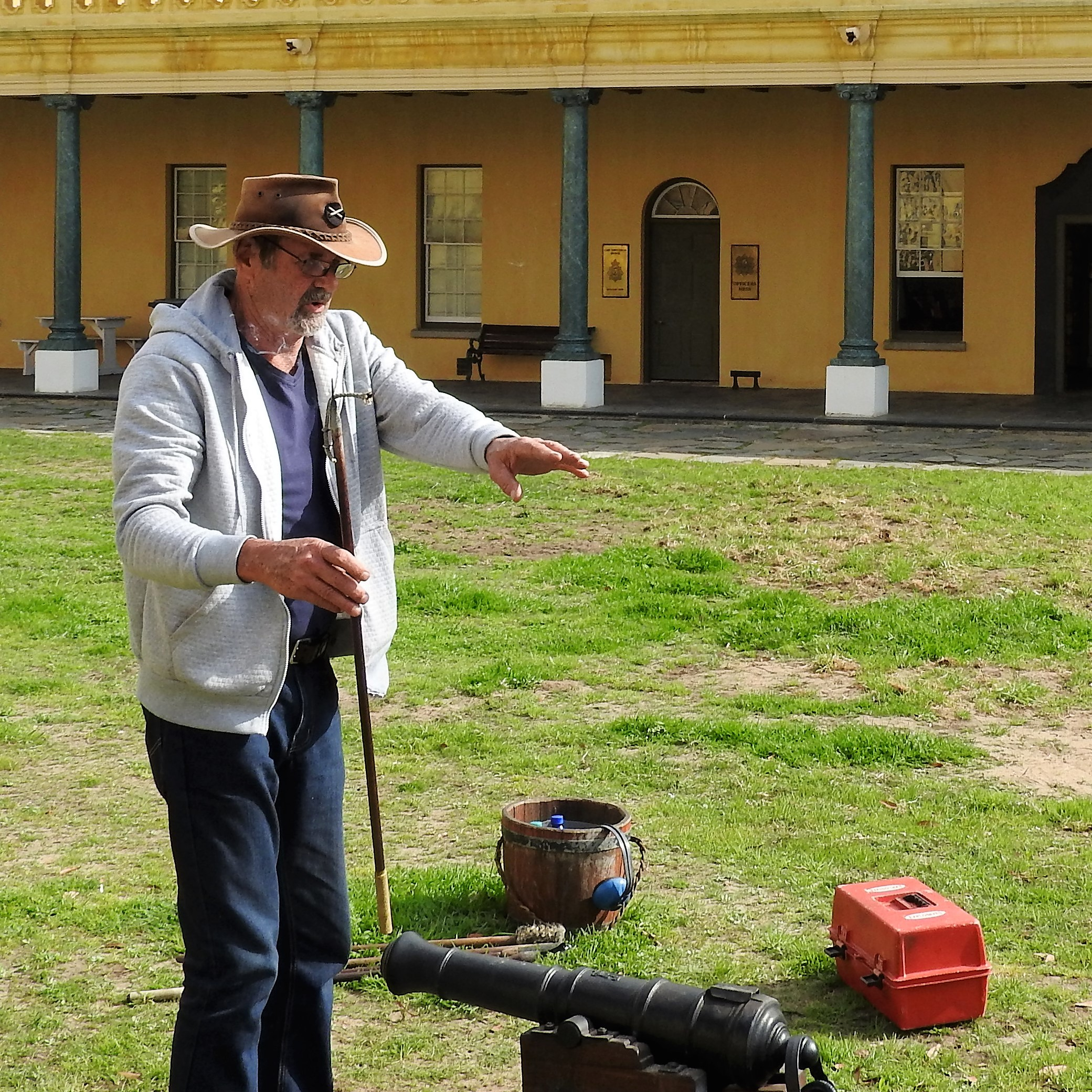
Demostrador d'artilleria amb un tros de metxa lenta ardent.

- Metxa lenta Bickford: v= 1,25m/min.[10]

## Ús modern i reemplaçaments
La metxa lenta d'avui dia (utilitzada en rèpliques d'armes de foc amb clau de metxa) de vegades està feta de cordó de cotó, en lloc de cànem, a causa de les lleis associades amb el cultiu de plantes de cànem.
Per a una combustió més ràpida i usos actuals, com encendre focs artificials, generalment s'usa metxa negra entubada (de vegades anomenada combinació ràpida) o punk en lloc de la metxa lenta.